# Sesbania quadrata
Sesbania quadrata är en ärtväxtart som beskrevs av Jan Bevington Gillett. Sesbania quadrata ingår i släktet Sesbania och familjen ärtväxter. Inga underarter finns listade i Catalogue of Life.